# Blažejka
Blažejka (též Blažeja) je ženské křestní jméno řeckého původu. Je odvozeno od mužského jména Blažej, jeho význam je nejednoznačný, buďto znamená breptavý, neobratný, tupý, nebo trpící na zápal kloubů. Svátek slaví spolu s tímto jménem dne 3. února.
Jméno se vyskytuje v Česku velmi sporadicky a žádné nové nositelky po více než 60 let nepřibývají. U jména Blažejka je k roku 2016 průměrný věk 82 let, u jména Blažeja 80 let. Nejmladší nositelka jména Blažejka se narodila roku 1953, jména Blažeja roku 1956. Počet nositelek obou jmen stále ubývá.
Ve formě Blaža se jméno vyskytuje v zemích bývalé Jugoslávie, nejvíce v Srbsku a Severní Makedonii. Jde o ženskou podobu jména Blaž, což je srbská a chorvatská podoba jména Blažej.

## Známé osobnosti
- Blaža Klemenčičová – slovinská horská cyklistka
- Blaža Kneževićová – srbská politička
- Blaža Nahtigalová – slovinská výzkumnice